# Vierfleckiger Bohnenkäfer
Der Vierfleckiger Bohnenkäfer (Callosobruchus maculatus) ist eine Art aus der Unterfamilie der Samenkäfer (Bruchinae). Sie wurde 1775 von Johann Christian Fabricius als Bruchus maculatus beschrieben. Das aus dem Lateinischen stammende Art-Epitheton maculatus bedeutet „gefleckt“.

## Merkmale
Die Käfer sind etwa 2 bis 3,5 mm lang. Bei Callosobruchus maculatus handelt es sich um rötlich-braune, leicht verlängerte Käfer im Vergleich zum typischen runden Aussehen anderer Mitglieder der Unterfamilie Bruchinae. Die Flügeldecken (Elytren) sind schwarz und grau gezeichnet. In der Mitte befinden sich zwei schwarze Flecke. Die Flügeldecken sind verkürzt, so dass das letzte Hinterleibssegment freiliegt. Dieses letzte Segment weist ebenfalls zwei sichtbare schwarze Flecke auf.
Die Art weist einen deutlichen Geschlechtsdimorphismus auf. Die Weibchen sind insgesamt dunkler, während die Männchen bräunlich sind. Das Pygidium (die Platte am Hinterleibsende) ist bei den Weibchen groß und dunkel entlang den Seiten. Bei den Männchen ist diese Platte kleiner und ohne dunkle Flächen.
Es gibt in beiden Geschlechtern eine geflügelte und eine ungeflügelte Form. Die erste Form tritt insbesondere bei einer hohen Larvendichte und hohen Temperaturen auf. Die geflügelte Form dient der Dispersion (räumliche Verbreitung, Migration) und besitzt eine höhere Lebenserwartung sowie eine geringere Reproduktionsrate.
Die Larve ist weißlich und etwas C-förmig mit einem kleinen Kopf.

## Verbreitung
Die Art hat vermutlich in Westafrika ihren Ursprung. Sie wurde durch den Handel mit Hülsenfrüchten in die ganze Welt verschleppt und ist mittlerweile kosmopolitisch verbreitet.

## Lebensweise
Die Larven der Käferart entwickeln sich bevorzugt in getrockneten Augenbohnen. Sie befallen aber auch andere gelagerte Bohnen und Erbsen. Die flinken Käfer können Samen auf dem Feld befallen, können sich aber auch fortwährend in gelagerten trockenen Augenbohnen vermehren. Zu den Wirtspflanzen gehören Augenbohnen (einschließlich Schwarzaugenbohnen), Kichererbsen, Sojabohnen, Erbsen, Mungbohnen und Linsen. Das Weibchen legt ihre Eier an der Oberfläche des Wirtssamen ab. Die Käferlarve bohrt sich in den Samen, wo sie den Samen frisst und sich mehrmals häutet, bevor sie sich nahe der Samenhülle verpuppt. Der fertige Käfer nagt sich durch die Samenhülle ins Freie. 

## Natürliche Feinde
Die Käferlarven werden von verschiedenen Erzwespen parasitiert. Uscana lariophaga und Uscana mukerjii sind Eiparasitoide. Anisopteromalus calandrae, Dinarmus basalis, Eupelmus orientalis und Eupelmus vuilleti befallen die Käferlarven während deren Entwicklung.

## Bilder

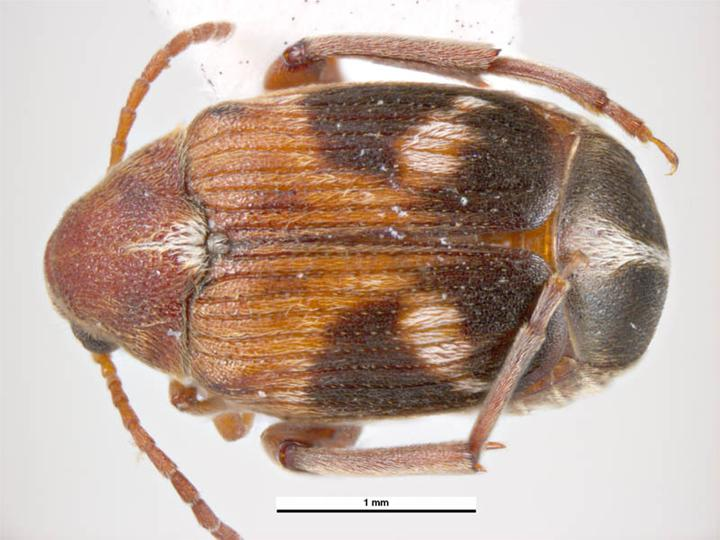
Dorsalansicht ♀
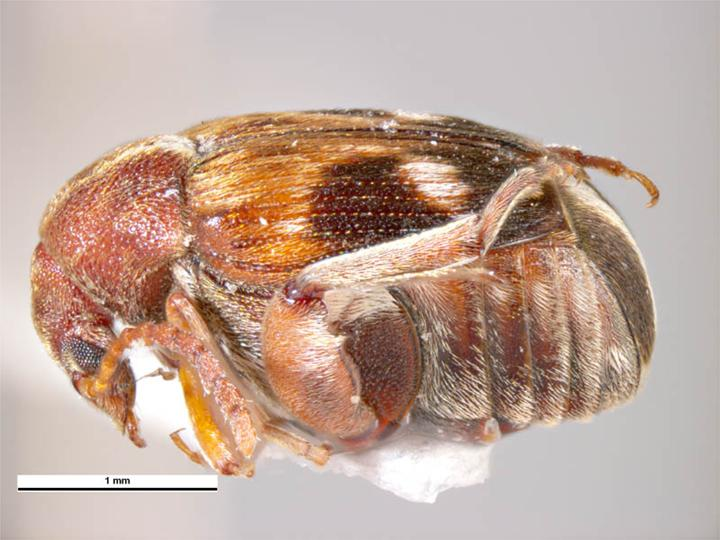
Seitenansicht ♀
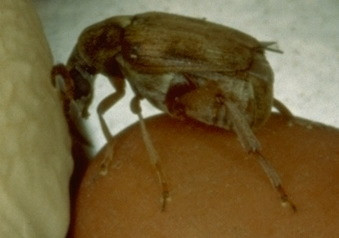
Seitenansicht ♂
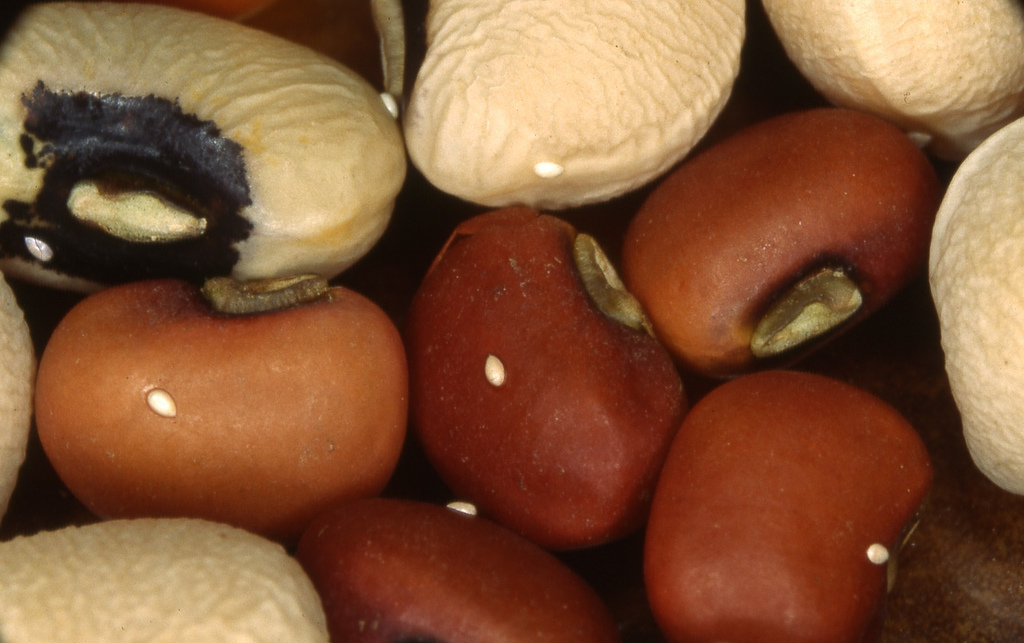
Eier an Adzuki- und Augenbohnen